# Combat Noise
Combat Noise es una banda de death metal fundada en 1995, en La Habana (Cuba) por Juan Carlos Torrente y Jorge Luis Reyes (Colo), miembros que permanecen hasta la actualidad. Debido a la intensidad de su música y explosividad de sus presentaciones no deja de ser plato fuerte en los grandes conciertos y festivales del país como: “Brutal Fest” y “Caimán Rock” (La Habana), Metal HG (Holguín), “Pinar Rock” y “El Rey Metal” (Pinar del Río), Atenas Rock (Matanzas), “Rock de La loma” (Bayamo), “Ciudad Metal” (Santa Clara), etc. algunos con más de 30 años de fundados.

## Reseña biográfica
El grupo debutó en 1996 en el emblemático Patio de María, un espacio crucial para la escena rockera cubana. La música es compuesta fundamentalmente por Juan Carlos Torrente y Jorge Luis Reyes (Colo). Las letras abordan el tema bélico, mostrando los horrores de la guerra y son escritas por Juan Carlos Torrente, quien también corre a cargo de la producción y dirección general.  
La banda ha aparecido en numerosos compilatorios como: “Fortaleza Metal vol 4” del sello brasileño Anaitez Recs, “Mi generación que se levanta” y “Antisistema”, ambos del sello cubano-vasco Cuba-Metal, “Rockvivo” del sello cubano “BIS MUSIC”, “Territorio Libre” del sello cubano Colibrí, “Not Salsa… Just Brutal Music” del sello cubano-francés Brutal Beatdown Recs, - “The Cuban Wall of Death” LP del sello estadounidense The Lucy Fer Music Factory; etc. así como en importantes revistas y periódicos internacionales como Metal Hammer (Inglaterra), Heavy Rock (España), Rock Hard (Alemania), Iron Pages (Alemania), Terrorizer (Inglaterra), Metallium (Francia), Spin (USA), Cult (México), Metalcry(España); y cubanos como Granma, Juventud Rebelde, El Caimán Barbudo, Revolución y Cultura, Jarock de Café, La Huella de España, Scriptorium, El Punto Ge, Subtle Death, Instinto Básico, El Friki Periodista, Opía Magazine, etc. También han aparecido en espacios especializados en Rock y Metal de la radio y la TV cubanas como: “Sabarock”, “Radio Ciudad”, “Melomanía”, “Lucas”, “Cuerda Viva”, etc.  
Combat Noise tiene en su haber varios video clips como “Platoon”, “Cuba Death Metal”, “Psychobelic”, “Slave’s Grider”, “Through Eternal Battlefields”, etc. que muestran la esencia de la banda y la fuerza de sus directos. Es la agrupación cubana de Metal Extremo más longeva y con más grabaciones (Demos, Sencillos, 7”EPs, CDs, Cassettes y LPs), que han sido lanzadas y distribuidas a nivel internacional por sellos de Latinoamérica, Estados Unidos, Cuba y Europa, por lo que es un referente de peso de la escena subterránea cubana fuera de la isla.

## Discografía
- Marching of terror -1996 (demo)
- Soldiers must like to kill -1998 (single)
- For military supremacy -1999 (demo)
- Awakening in holocaust -2001 (demo)
- Radical with the War Enemy -2002 (demo)
- Under my Rifle’s Fire -2003 (single)
- After the War… the Wrath Continues -2004 (CD). Lanzado en 2008 por “American Line Prods” (México)
- Frontline Offensive Force – 2010 (CD) “Brutal Beatdown Recs” (Cuba-Francia). Reeditado en 2011 por los sellos estadounidenses “Old Cemetery Recs”, “Butchered Recs” y “Sevared Recs”; Reeditado en formato CD, Cassette y LP por “Nocturnal Recs” (Perú) en 2022.
- Anthems of Carnage -2012 (CD) “Brutal Beatdown Recs” (Cuba-Francia). Reeditado en 2015 por “American Line Prods” (México)
- In War we Trust - 2013 (7” EP) “Legion of Death Recs” (Francia)
- To the Heart of the Battle – 2023 (CD). Lanzado en 2024 por “Satanath Recs” (Georgia) y “Sanatorio Recs” (Costa Rica)

## Miembros actuales
- Juan Carlos Torrente – Vocalista (1995…)
- Jorge Luis “Colo” Reyes – Guitarra (2006…) Bajo (1995-2006)
- Yanio Lee Troya – Guitarra (2019…)
- Boris Marrero –Bajo (2023…)
- Pedro Cruz – Drums (2019…)

## Miembros anteriores
- Alberto “Chino” Sío – Guitarra (1995 -1997) (2000 – 2004)
- Jorge Marín Grogg – Guitarra (1995 – 1999) (2018- 2019)
- Alejandro “Rubio” Padrón – Batería (1997 -2013)
- Yumileisy “China” Torres –Guitarra (2003 – 2005) (2007 -2009)
- Reidal Roncourt Pérez – Guitarra (2004 - 2005)
- Randy de Armas– Guitarra (2005-2006) Bajo (2006- 2012)
- Andry Hernández Álvares– Batería (2013 -2014)
- Jorge García – Guitarra (2009 – 2017)
- Lázaro Rabelo – Bajo (2012- 2017)
- Lázaro “Torpedo” Wilmer – Batería (2014 – 2016)
- Ray Mora – Batería (2018 - 2019)
- Vaniet Gil Fernández– Bajo (2005 – 2006) (2018-2022)